# Linnea Deb
Linnéa Mary Hansdotter Deb, ogift Sporre, född 23 juli 1977 i Sollentuna, Stockholms län, är en svensk sångerska, låtskrivare och musikproducent.

## Biografi
Linnea Deb är uppvuxen på Gotland. Hennes föräldrar är Hans Sporre och sångaren Désirée Edlund. Sedan 1992 är Linnea Deb bosatt i Stockholm och hon var tidigare gift med sin samarbetspartner Joy Deb. Tillsammans driver de företaget DebMusic som producerat och/eller skrivit låtar till bland andra Ulrik Munther, Caroline Costa, Nadine, Chipz och Robert Wells.
Albumet "Ulrik Munther" (Ulrik Munther) som Deb var med och skrev och producerade gick direkt in som etta på Sveriges Albumlista och singeln "Boys Don't Cry" (Ulrik Munther) sålde guld våren 2011.
Linnea Deb har sjungit i kör med bland annat Ace of Base (Turné 2007-2009), Carola (Sommarturné 2006), Linda Bengtzing, Markoolio, Eric Gadd med flera. Hon har även körat på album med låtar som "Evighet" och ett flertal låtar på albumen "Credo" & "Från nu till evighet" (Carola), "Cara Mia" & "Hope & Glory" (Måns Zelmerlöw), "Religious" (Gravitonas) och "Boys Don't Cry" och "Soldiers" (Ulrik Munther).

## Karriär
År 2016 släpptes låten "Oh Lord" med det brittiska bandet MiC LOWRY, låten blev deras debutsingel och skrevs av Linnea Deb, Joy Deb, Anton Hård af Segerstad, Augustine Grant och Phil Collins, då låten innehåller text och musik från Phil Collins "In the Air Tonight". Hon ingår även i låtskrivartrion The Family.

## Melodifestivalen
I Melodifestivalen 2012 deltog Deb som låtskrivare till bidraget "Soldiers" (Ulrik Munther/David Jackson/Linnea Deb/Johan Åberg/Joy Deb) som framfördes av Ulrik Munther och slutade som 3:a i finalen i Globen. I Melodifestivalen 2013 deltog hon som låtskrivare till bidraget "You" (Robin Stjernberg/Linnea Deb/Joy Deb/Joakim Harestad Haukaas), som framfördes av Robin Stjernberg och vann finalen i Friends Arena. I Melodifestivalen 2014 deltog Linnéa Deb och Joy Deb (tillsammans med några andra) som låtskrivare till fyra bidrag: "Glow" framförd av Manda, "Busy Doin’ Nothin’" framförd av Ace Wilder, "Red" framförd av Eko och "Echo" framförd av Outtrigger. Detta gjorde att hon och dåvarande maken Joy toppade listan över vilka som fått med flest bidrag i Melodifestivalen 2014. Endast Fredrik Kempe hade fått med lika många bidrag detta år.  Manda och Eko blev sist i sina respektive deltävlingar, medan Outtrigger gick till andra chansen och Ace Wilder slutade tvåa i finalen med endast två poäng efter Sanna Nielsen. Hon har tillsammans med Anton Malmberg Hård af Segerstad och Joy Deb skrivit låten Heroes som vann Melodifestivalen 2015 och Eurovision Song Contest 2015. Låten framfördes av Måns Zelmerlöw.
I Melodifestivalen 2017 var Deb med som låtskrivare på två tävlande bidrag. Tillsammans med Anton Hård af Segerstad, Joy Deb och Ola Svensson skrev hon "I Don't Give A" som Lisa Ajax tävlade med. Låten gick till final och slutade på en nionde plats. Hon skrev även Loreens bidrag, "Statements", tillsammans med Joy Deb, Anton Hård af Segerstad och Loreen. "Statements" gick till andra chansen.

## Kompositioner

### Melodifestivalen
- 2012 – Soldiers med Ulrik Munther (skriven tillsammans med Ulrik Munther, Johan Åberg, Joy Deb och David Jackson).

- 2013 – You med Robin Stjernberg (skriven tillsammans med Robin Stjernberg, Joy Deb och Joakim Harestad Haukaas).

- 2014 – Glow med Manda (skriven tillsammans med Joy Deb, Melanie Wehbe och Charlie Mason).

- 2014 – Echo med Outtrigger (skriven tillsammans med Joy Deb, Anton Malmberg Hård af Segerstad, John Löfgren, Simon Peyron, Timmy Andersson, Joakim Agnemyr och Adam Axelsson).

- 2014 – Red med Eko (skriven tillsammans med Joy Deb, Anna Lidman, Hannes Lundberg och Michael Ottosson).

- 2014 – Busy Doin' Nothin' med Ace Wilder (skriven tillsammans med Ace Wilder och Joy Deb).

- 2015 – Heroes med Måns Zelmerlöw (skriven tillsammans med Anton Hård af Segerstad och Joy Deb).

- 2016 – Don't Worry med Ace Wilder (skriven tillsammans med Joy Deb, Anton Hård af Segerstad, Ace Wilder och Behshad Ashnai).

- 2016 – Hunger med Molly Pettersson Hammar (skriven tillsammans med Joy Deb, Lisa Desmond, Anton Hård af Segerstad och Molly Pettersson Hammar).

- 2016 – I Will Wait med Isa (skriven tillsammans med Anton Hård af Segerstad, Joy Deb och Nikki Flores).

- 2016 – My Heart Wants Me Dead med Lisa Ajax (skriven tillsammans med Joy Deb, Anton Hård af Segerstad, Nikki Flores och Sara Forsberg).

- 2017 – I Don’t Give A med Lisa Ajax (skriven tillsammans med Ola Svensson, Joy Deb och Anton Hård af Segerstad).

- 2017 – Statements med Loreen (skriven tillsammans med Anton Hård af Segerstad, Joy Deb och Loreen).

- 2018 – In My Cabana med Margaret (skriven tillsammans med Anderz Wrethov, Arash Labaf och Robert Uhlmann).

- 2018 – Cry med Dotter (skriven tillsammans med Peter Boström, Thomas G:son och Johanna "Dotter" Jansson).

- 2019 – Chasing Rivers med Nano (skriven tillsammans med Lise Cabble, Joy Deb, Thomas G:son och Nano Omar).

- 2019 – No Drama med High15 (skriven tillsammans med Joy Deb och Kate Tizzard).

- 2019 – Not With Me med Wiktoria (skriven tillsammans med Joy Deb och Wiktoria Johansson).

- 2019 – Hello med Mohombi (skriven tillsammans med Alexandru Florin Cotoi, Thomas G:son och Mohombi Moupondo).

- 2021 – One Touch med Kadiatou (skriven tillsammans med Joy Deb, Jimmy Thörnfeldt och Anderz Wrethov).

- 2021 – Baila Baila med Alvaro Estrella (skriven tillsammans med Jimmy Thörnfeldt och Anderz Wrethov).

- 2021 – Voices med Tusse (skriven tillsammans med Joy Deb, Jimmy Thörnfeldt och Anderz Wrethov).

- 2021 – Every Minute med Eric Saade (skriven tillsammans med Joy Deb, Jimmy Thörnfeldt och Eric Saade).

- 2022 – Bananas med Malou Prytz (skriven tillsammans med Joy Deb, Jimmy Thörnfeldt och Alice Gernandt).

- 2022 – Suave med Alvaro Estrella (skriven tillsammans med Joy Deb, Jimmy Thörnfeldt och Alvaro Estrella).

- 2023 – Låt hela stan se på med Ida-Lova (skriven tillsammans med Joy Deb, Ida-Lova Lind och Andreas Lindbergh).

- 2023 – Air med Marcus & Martinus (skriven tillsammans med Joy Deb, Jimmy Thörnfeldt, Marcus Gunnarsen och Martinus Gunnarsen).

- 2023 – Where Did You Go med Kiana (skriven tillsammans med Joy Deb och Jimmy Thörnfeldt).

- 2023 – Six Feet Under med Smash Into Pieces (skriven tillsammans med Chris Adam, Per Bergquist, Joy Deb, Benjamin Jennebo, Andreas Lindbergh och Jimmy Thörnfeldt).

- 2024 – Heroes Are Calling med Smash Into Pieces (skriven tillsammans med Andreas Lindbergh, Benjamin Jennebo, Chris Adam Hedman Sörbye, Jimmy Thörnfeldt, Joy Deb, Per Bergquist.[8]

- 2024 – Done Getting Over You med Albin Tingwall (skriven tillsammans med Jimmy Thörnfeldt och Joy Deb).

- 2024 – Unforgettable med Marcus & Martinus (skriven tillsammans med Jimmy Thörnfeldt, Joy Deb, Marcus Gunnarsen och Martinus Gunnarsen).